# 野塚駅

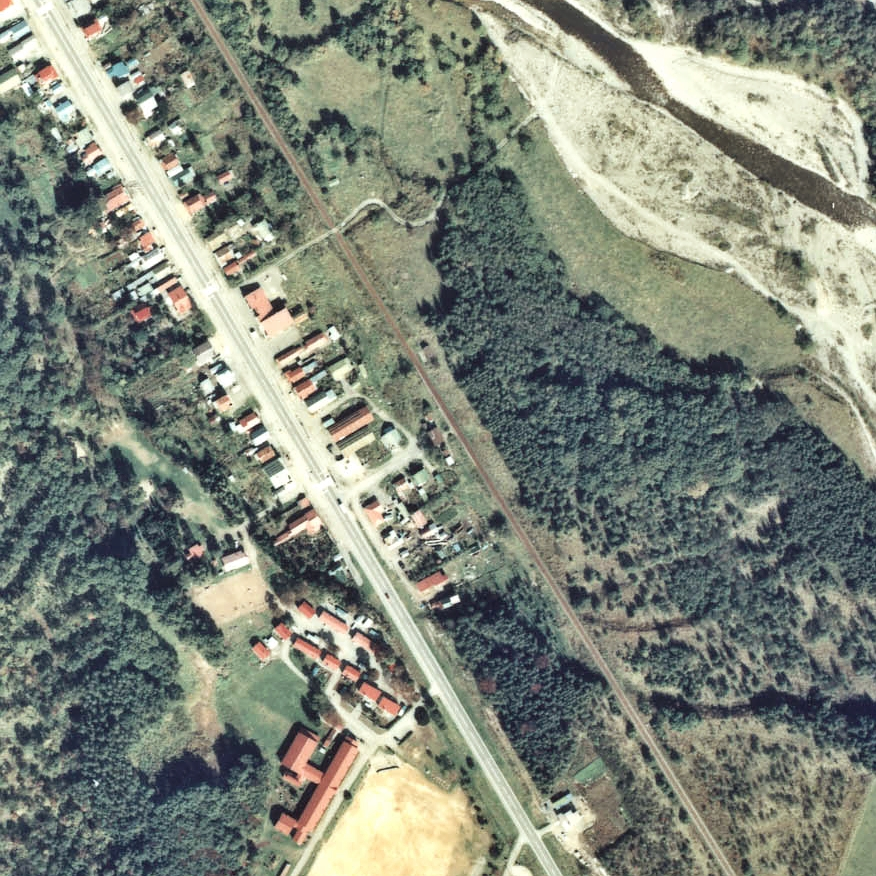
1977年の野塚駅と周囲約500m範囲。右下が広尾方面。

野塚駅（のづかえき）は、北海道（十勝支庁）広尾郡広尾町字野塚にかつて存在した、日本国有鉄道（国鉄）広尾線の駅（廃駅）である。電報略号はノカ。事務管理コードは▲111514。

## 歴史
- 1932年（昭和7年）11月5日 - 国有鉄道広尾線大樹駅 - 広尾駅間の延伸開通（広尾線全通）に伴い、一般駅として新設[3][4]。
- 1960年（昭和35年）4月1日 - 業務委託駅化[5]。
- 1961年（昭和36年）11月6日 - 貨物の取り扱いを廃止[1]。
- 1974年（昭和49年）12月15日 - 荷物の取り扱いを廃止し[6]、同時に無人駅化[7]。駅舎改築[8]。
- 1987年（昭和62年）2月2日 - 広尾線の全線廃止に伴い、廃駅となる[1]。

### 駅名の由来
所在地名より。豊似川支流の野塚川のアイヌ語名「ヌㇷ゚カペッ（nupka-pet）」（野・川）の上半部に由来する。

## 駅構造
廃止時点で、1面1線の単式ホームを有する地上駅であった。プラットホームは、線路の西側（広尾方面に向かって右手側）に存在した。。転轍機を持たない棒線駅となっていた。
廃止時は無人駅となっており、有人駅時代の駅舎は無人駅化の際に改築され、スマートな駅舎になった。駅舎は構内の西側に位置し、ホームから少し離れていた。根室本線姉別駅に近い形状の駅舎であった。

## 利用状況
1981年度（昭和56年度）の1日当たりの乗降客数は31人。

## 駅周辺
- 北海道道238号更別幕別線[10]
- 国道336号
- 十勝野塚郵便局
- 広尾町立野塚小学校
- 「野塚」停留所 - 十勝バス：広尾線代替バス、ジェイ・アール北海道バス：高速ひろおサンタ号

## 駅跡
1999年（平成11年）時点で、駅跡地には鉄道関連施設は何も残っておらず、荒れ地と化している。2010年（平成22年）時点でも同様であった。

## 隣の駅
日本国有鉄道
広尾線
豊似駅 - 野塚駅 - 新生駅